# A Line of Deathless Kings
A Line of Deathless Kings è il nono album della band My Dying Bride. Venne pubblicato il 9 ottobre 2006 e fu preceduto dall'EP Deeper Down.

## Tracce
1. To Remain Tombless – 6:06
2. L'Amour Detruit – 9:08
3. I Cannot Be Loved – 7:04
4. And I Walk with Them – 6:37
5. Thy Raven Wings – 5:22
6. Love's Intolerable Pain – 6:14
7. One of Beauty's Daughters – 5:40
8. Deeper Down – 6:28
9. The Blood, the Wine, the Roses – 8:21

## Formazione
- Aaron Stainthorpe - voce
- Andrew Craighan - chitarra
- Hamish Glencross - chitarra
- Adrian Jackson - basso
- John Bennett - batteria
- Sarah Stanton - tastiere